# Clément-Talbot
Clément-Talbot Limited fue un fabricante de automóviles británico con sus talleres en Ladbroke Grove, North Kensington, Londres. La compañía fue fundada en 1902, siendo rebautizada Sunbeam-Talbot Limited en 1938.
El capital inicial de la compañía fue aportado por el Conde de Shrewsbury y Talbot, y por un grupo de accionistas franceses que incluía al fabricante de automóviles Adolphe Clément-Bayard, junto con el Barón A. Lucas y Emile Lamberjack.
Los accionistas vendieron el negocio a finales de 1919 a la compañía que se convertiría en la S T D Motors. Mantuvo su identidad independiente fabricando coches diseñados especialmente por la factoría o por sus propios empleados hasta 1934. Después de la crisis financiera de S T D, fue adquirida por los hermanos Rootes, que en 1938 rebautizaron la fábrica como Sunbeam-Talbot Limited.

## Origen

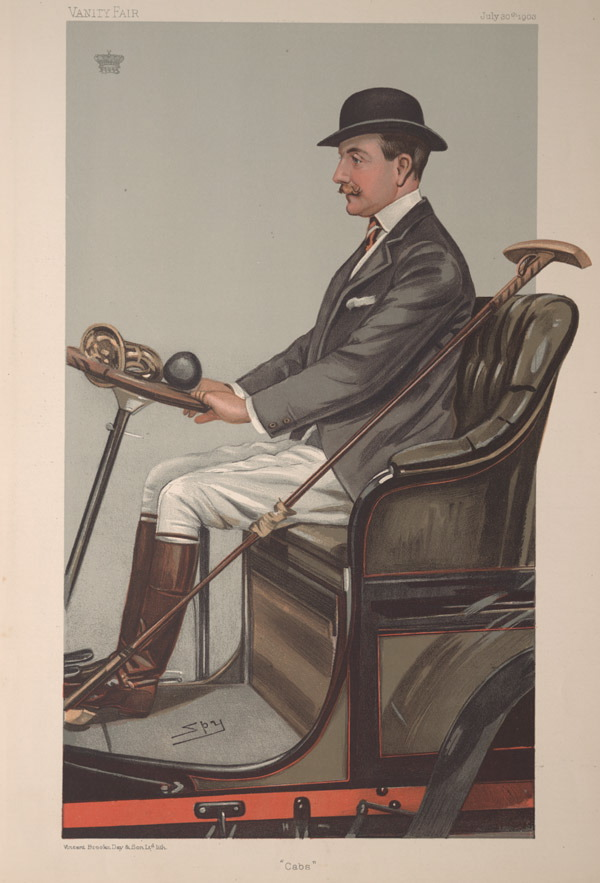
Lord Shrewsbury & Talbot 1903

Los primeros Talbot, eran vehículos Clément-Bayard construidos en Francia, comercializados por la British Automobile Commercial Syndicate Limited. Dirigida por Daniel M. Weigel bajo los auspicios de Lord Shrewsbury, la compañía tenía sus dependencias en el número 97-98 de Long Acre, incluyendo la Maison Talbot, importadora de  neumáticos Michelin. El floreciente negocio del conde era la importación y la distribución a través de una gran red comercial británica de varias marcas de coches europeas (adaptando en ocasiones los vehículos al gusto local) y de productos asociados. Esta actividad le llevó a asociarse con el industrial francés Adolphe Clément-Bayard. El conde clausuró este negocio en 1909, cuando su única marca propia era Spyker, porque no tenía sentido que Talbot compitiese con los concesionarios de su propia red comercial.
El 11 de octubre de 1902 Clément-Talbot fue formalmente inscrita con el objeto de "desarrollar su actividad empresarial como fabricantes y comerciantes de carruajes sin caballos y automóviles, aeronaves y sus partes componentes." Unos 20.000 m², posteriormente ampliados hasta 110.000 m² de terreno, fueron adquiridos para una nueva fábrica en Ladbroke Grove, North Kensington, junto a la línea del Great Western Railway y entre Wormwood Scrubs y el Cementerio de Kensal Green. Actualmente, la calle Shrewsbury es el acceso principal a las dependencias de la antigua fábrica.

## Talleres Clément-Talbot

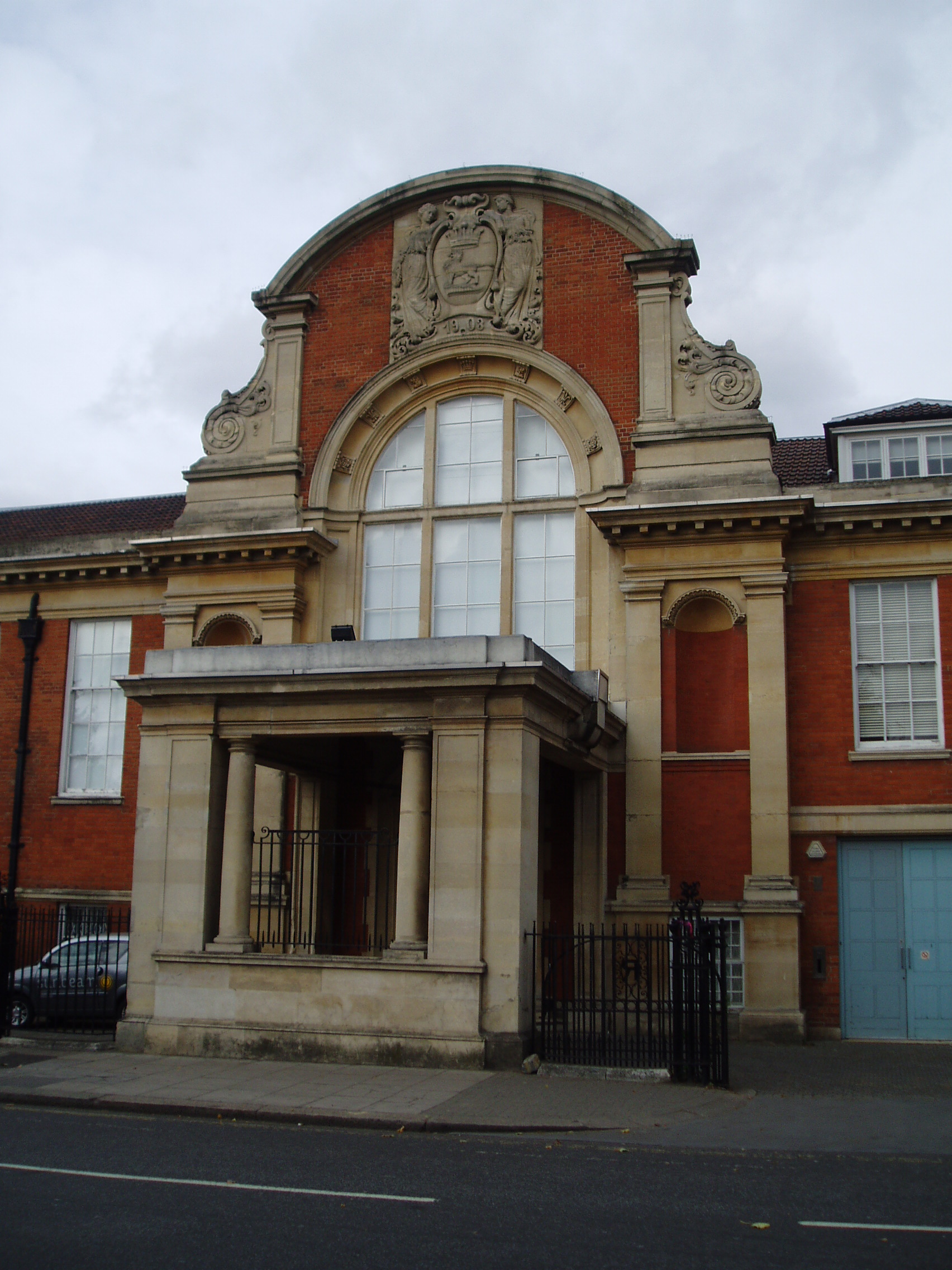
Talleres Clément-Talbot. Entrada principal

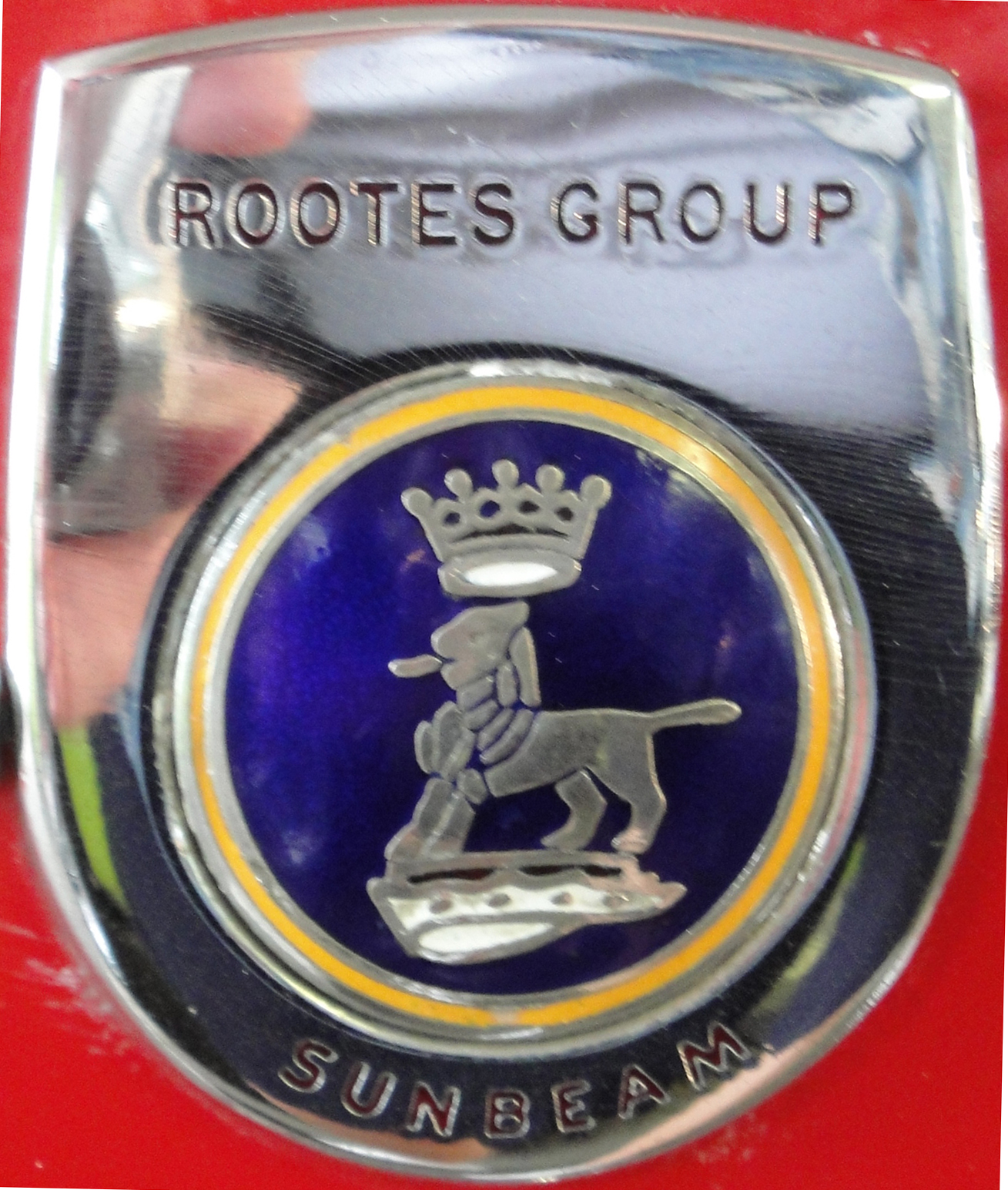
El león y la corona en el escudo de Talbot, en un Sunbeam Tiger de 1966

El edificio de administración de los talleres en Barlby Road es de estilo palaciego. Actualmente es un bloque de oficinas que puede visitarse, conocido como Ladbroke Hall. Por encima de la entrada principal figura el escudo nobiliario personal de Shrewsbury y Talbot, una marca registrada utilizada en los emblemas situados en el radiador de sus vehículos, acompañado del rótulo London Talbot. Sunbeam-Talbot, más tarde Sunbeam, mantuvo el escudo en uso hasta el fin de su producción en 1967.
Las naves de ladrillo de los talleres disponían de una cubierta en forma de diente de sierra, con ventanales acristalados para maximizar la entrada de luz natural. Estaban equipados con las máquinas y las herramientas más modernas, y el área de recepción del edificio de administración se diseñó como un palacio en miniatura, con columnas jónicas de mármol, frescos y vitrales emplomados con el escudo de armas de Shrewsbury y Talbot.

## Producción

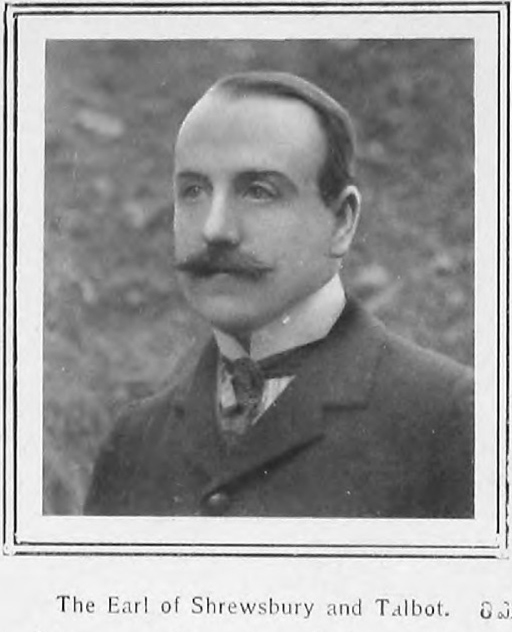
Chetwynd-Talbot

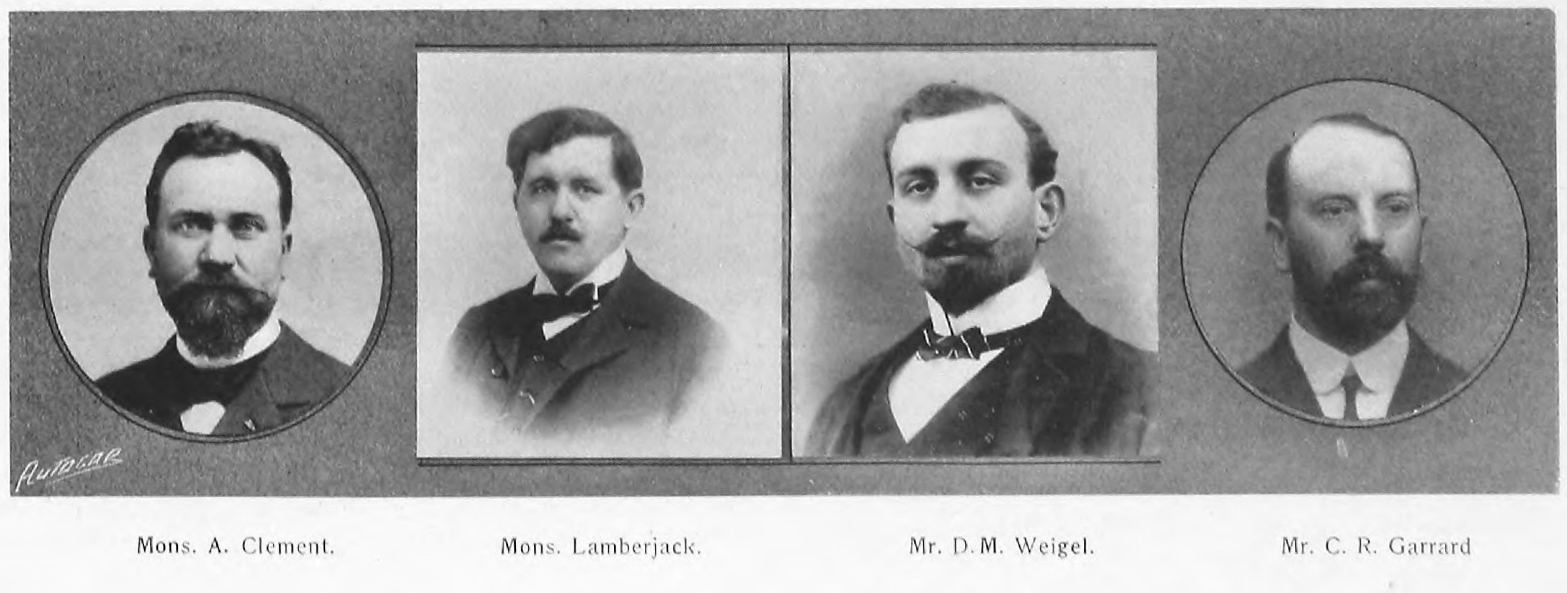
Clément, Lamberjack, Weigel y Garrard

Weigel fue nombrado director ejecutivo y C R Garrard director de operaciones de Clément-Talbot. La factoría de Kensington se puso en marcha en 1904, inicialmente como planta de ensamblaje utilizando componentes importados de Francia. En diciembre de 1904, durante la cena anual con la presencia de todos los directores comerciales, el Conde describió la Clément-Talbot como "parcialmente controlada por intereses franceses". En aquella época la producción era enteramente británica, excepto los motores que provenían de Francia. Los primeros diseños completamente británicos salieron de fábrica en 1907. Aun así, en 1908 se decidió equipar los nuevos coches con el reconocido motor Clément-Bayard diseñado con cabezales en "L",  de rendimiento muy mejorado. Su cámara de combustión más compacta se tradujo en una ignición más rápida y en relaciones de compresión más altas. Los Talbot podían ahora competir con, e incluso batir a, los Vauxhall y Sunbeam en competición.

### Gama de coches Clément-Talbot London (1904-1916)

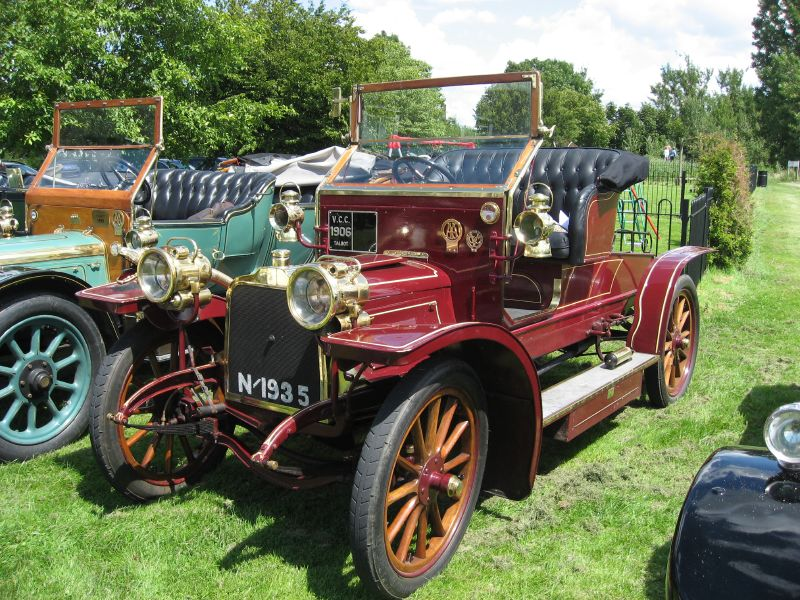
1906 20/24 dos-asientos

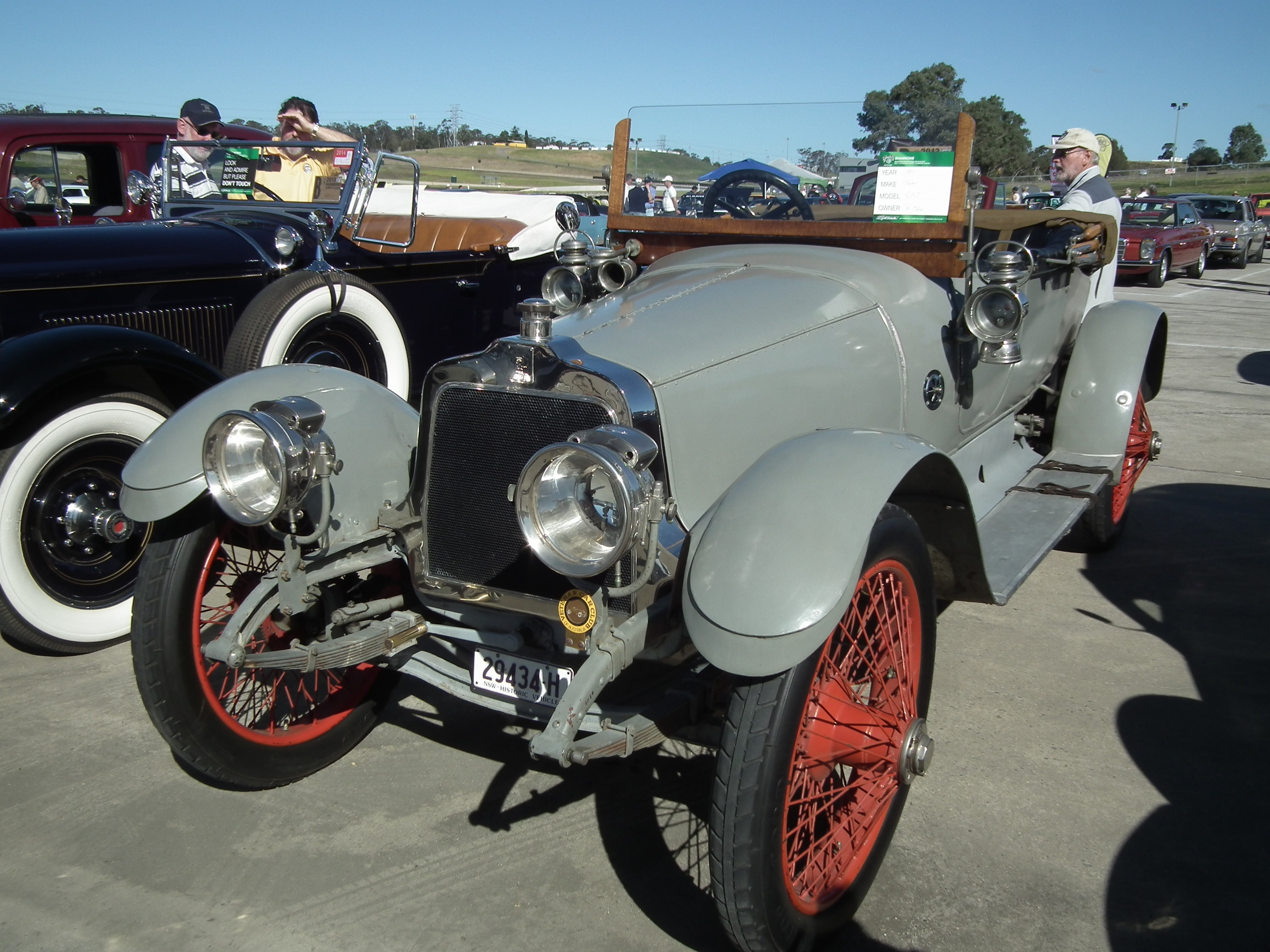
1910 20 h.p. 2-asientos descubierto

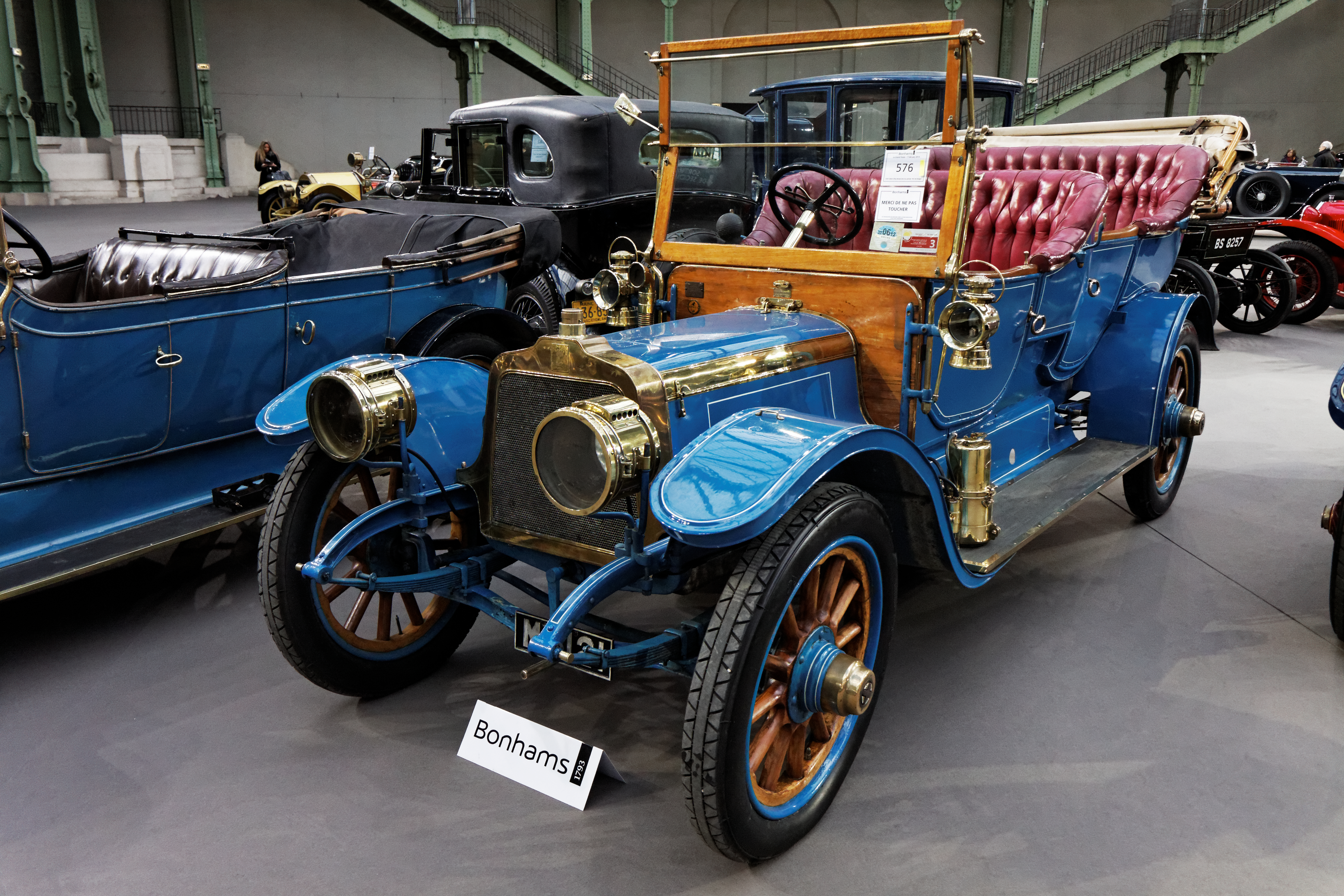
1910 25 h.p. tourer

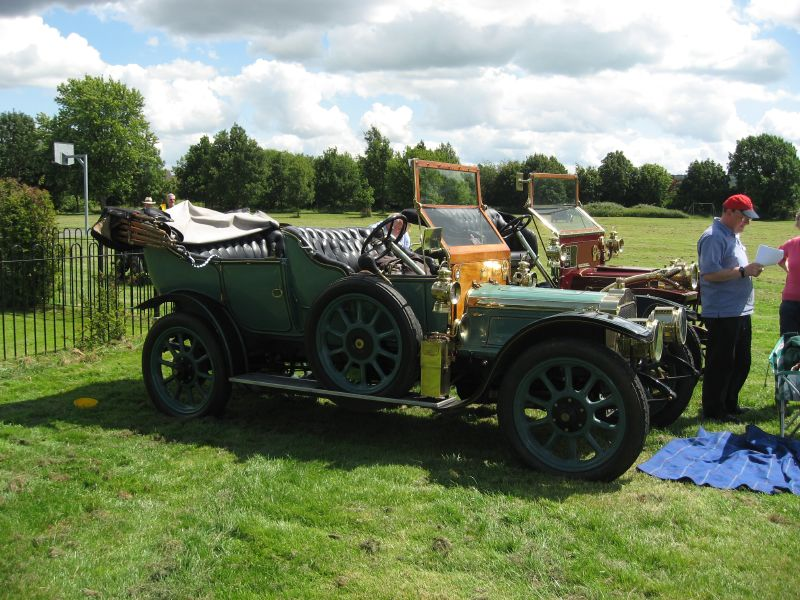
1911 15 h.p. tourer

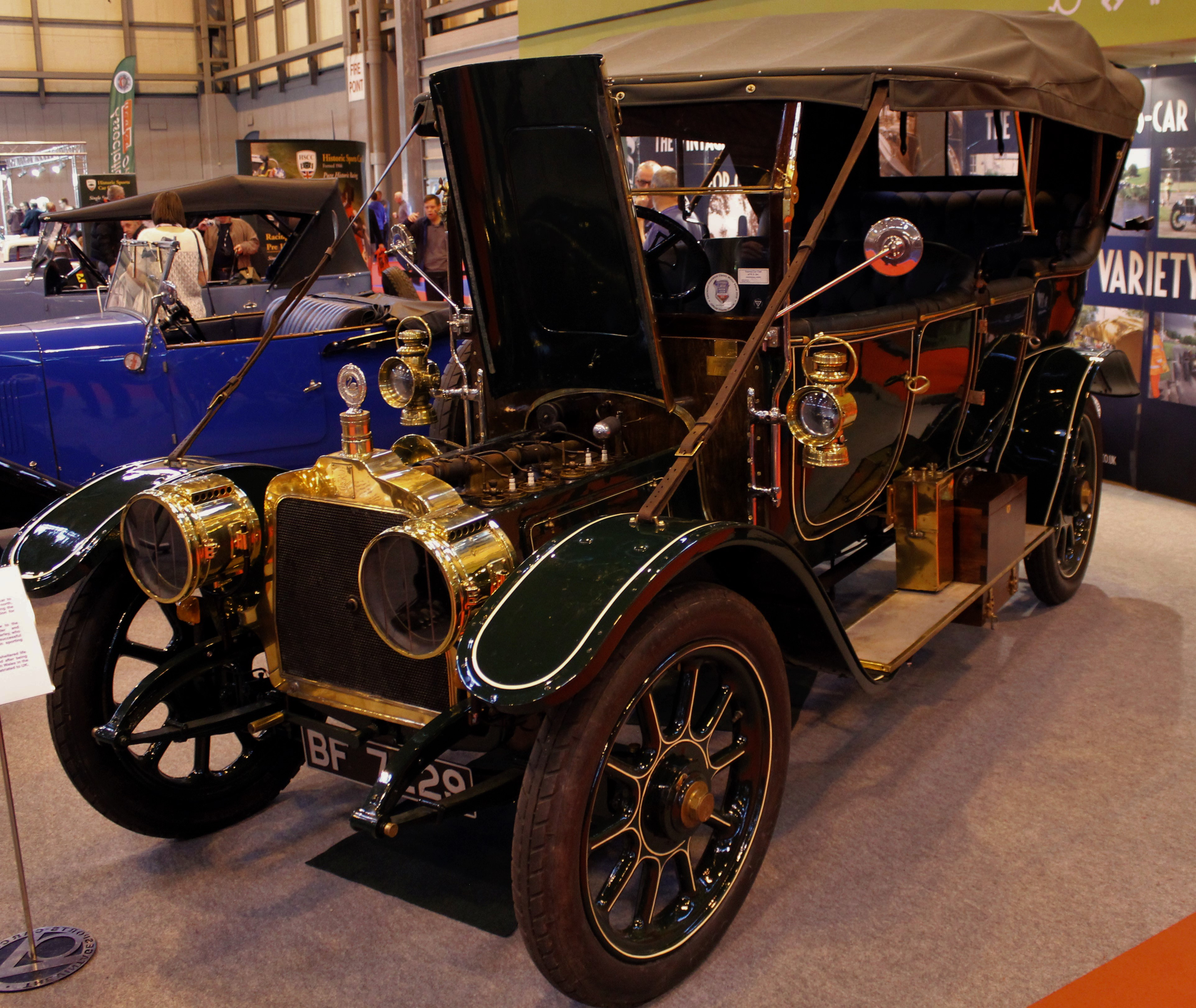
1911 15 h.p. tourer

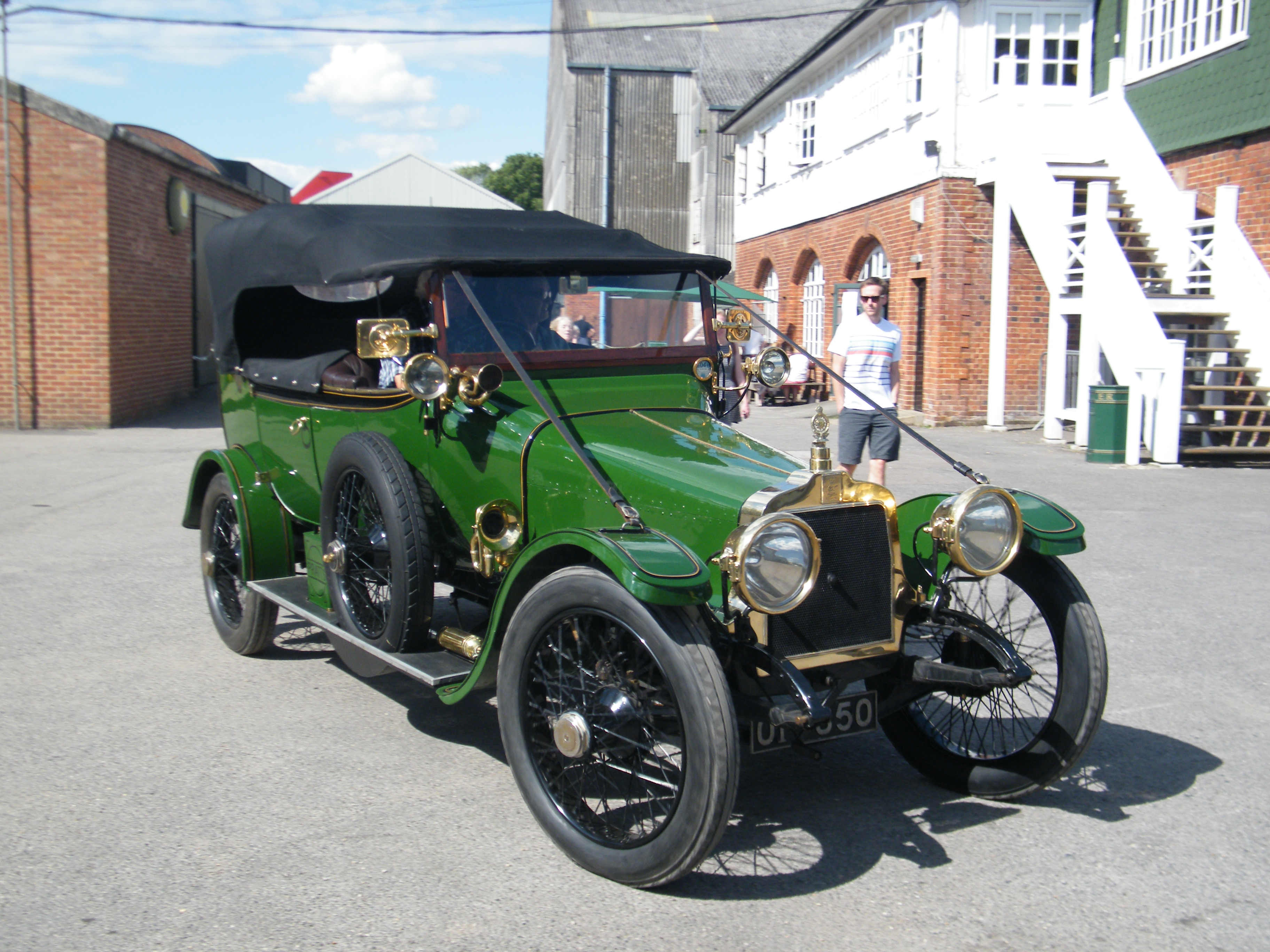
1913 20 h.p. tourer

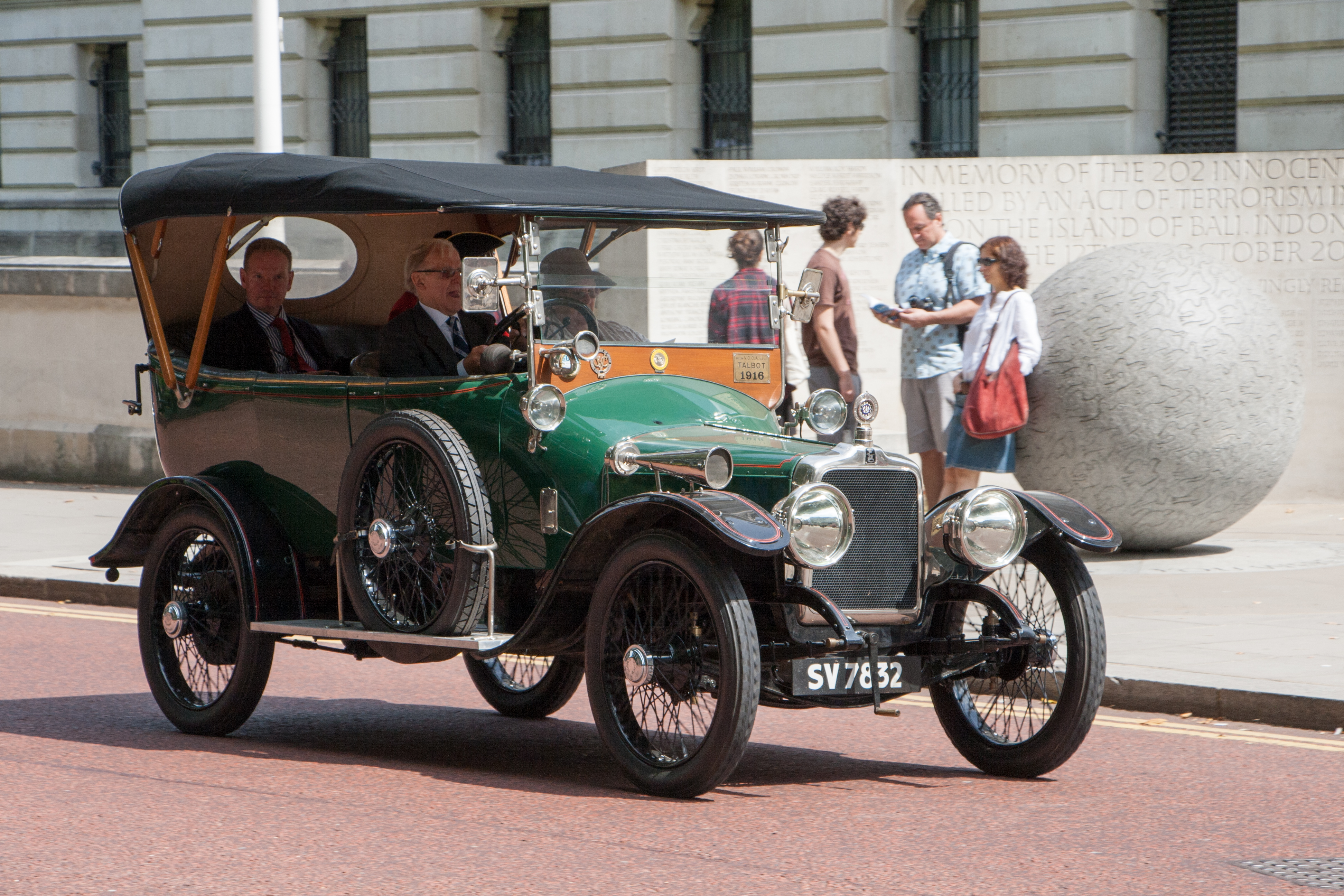
1916 12 h.p. tourer

Los coches procedentes de Francia están marcados con un asterisco.
(Información recopilada por The Autocar Buyer's Guide, Apéndice V)
(Ian Nickols y Kent Karslake, "Motoring Entente", Cassell, Londres 1956)
| Nombre     | nº Cil | Cilindrada | Diámetro y carrera | Potencia fiscal h.p. | Potencia al freno | Años en producción | Marchas | Batalla            | Ancho             |
| ---------- | ------ | ---------- | ------------------ | -------------------- | ----------------- | ------------------ | ------- | ------------------ | ----------------- |
| 7 hp       | 2      | 1004       | 80 x 100           | 7.9                  |                   | 1905–1906          | 3       | 70 in (1778 mm)    |                   |
| 8 hp       | 2      | 1004       | 80 x 100           | 7.9                  |                   | 1904–1906          | 3       | 78 in (1981 mm)    |                   |
| 8/10 hp *  | 2      | 1248       | 85 x 110           | 9                    |                   | 1907–1907          | 3       | 96 in (2438 mm)    | 51 in (1295 mm)   |
| 9 hp       | 2      | 1885       | 100 x 120          | 12.4                 |                   | 1905–1905          | 3       |                    |                   |
| 10 hp      | 2      | 1885       | 100 x 120          | 12.4                 |                   | 1905–1906          | 3       |                    |                   |
| 10 hp      | 2      | 1885       | 100 x 120          | 12.4                 |                   | 1908–1908          | 4       | 110 in (2794 mm)   | 53 in (1346 mm)   |
| 10/12 hp   | 2      | 1885       | 100 x 120          | 12.4                 |                   | 1907–1907          | 4       | 93 in (2362 mm)    | 53 in (1346 mm)   |
| 10/14 hp * | 4      | 1591       | 75 x 90            | 14                   |                   | 1907–1907          | 3       | 108 in (2743 mm)   | 51 in (1295 mm)   |
| 11 hp      | 2      | 1526       | 90 x 120           | 10                   |                   | 1904–1904          | 3       |                    |                   |
| 12 hp      | 4      | 2409       | 80 x 120           | 15.9                 |                   | 1905–1915          | 4       |                    |                   |
| 12 hp      | 4      | 2724       | 85 x 120           | 17.9                 |                   | 1905–1905          | 4       |                    |                   |
| 12 hp      | 4      | 2724       | 85 x 120           | 17.9                 |                   | 1906–1906          | 4       | 104 in (2642 mm)   |                   |
| 12 hp      | 4      | 2724       | 85 x 120           | 17.9                 |                   | 1906–1906          | 3       | 88 in (2235 mm)    |                   |
| 12 hp *    | 4      | 2409       | 80 x 120           | 15.9                 |                   | 1908–1908          | 3       | 114 in (2896 mm)   | 55 in (1397 mm)   |
| 12 hp      | 4      | 2409       | 80 x 120           | 15.9                 |                   | 1909–1909          | 4       | 103.5 in (2629 mm) | 50 in (1270 mm)   |
| 12 hp      | 4      | 2409       | 80 x 120           | 15.9                 |                   | 1910–1910          | 4       | 110 in (2794 mm)   | 51 in (1295 mm)   |
| 12 hp      | 4      | 2409       | 80 x 120           | 15.9                 |                   | 1911–1912          | 4       | 108 in (2743 mm)   | 51 in (1295 mm)   |
| 12 hp      | 4      | 2409       | 80 x 120           | 15.9                 |                   | 1913–1914          | 4       | 112 in (2845 mm)   | 51 in (1295 mm)   |
| 12 hp      | 4      | 2409       | 80 x 120           | 15.9                 |                   | 1915–1915          | 4       | 112 in (2845 mm)   | 52 in (1321 mm)   |
| 14 hp      | 4      | 2409       | 80 x 120           | 15.9                 |                   | 1904–1904          | 4       |                    |                   |
| 15 hp      | 4      | 2976       | 90 x 117           | 20.1                 |                   | 1907–1907          | 4       | 98 in (2489 mm)    | 55 in (1397 mm)   |
| 15 hp      | 4      | 2976       | 90 x 117           | 20.1                 |                   | 1908–1908          | 4       | 106 in (2692 mm)   | 55 in (1397 mm)   |
| 15 hp      | 4      | 2976       | 90 x 117           | 20.1                 |                   | 1909–1909          | 4       | 116 in (2946 mm)   | 55 in (1397 mm)   |
| 15 hp      | 4      | 2976       | 90 x 117           | 20.1                 |                   | 1910–1910          | 4       | 116 in (2946 mm)   | 55 in (1397 mm)   |
| 15 hp      | 4      | 3561       | 90 x 140           | 20.1                 |                   | 1911–1912          | 4       | 118 in (2997 mm)   | 55 in (1397 mm)   |
| 15 hp      | 4      | 3561       | 90 x 140           | 20.1                 |                   | 1913–1913          | 4       | 119 in (3023 mm)   | 55 in (1397 mm)   |
| 15-20 hp   | 4      | 2610       | 80 x 130           | 15.9                 |                   | 1914–1914          | 4       | 112 in (2845 mm)   | 51 in (1295 mm)   |
| 15-20 hp   | 4      | 2610       | 80 x 130           | 15.9                 |                   | 1915–1915          | 4       | 121 in (3073 mm)   | 52 in (1321 mm)   |
| 16 hp      | 4      | 3053       | 90 x 120           | 20.1                 |                   | 1905–1905          | 4       |                    |                   |
| 20 hp      | 4      | 3053       | 90 x 120           | 20.1                 |                   | 1904–1904          | 4       |                    |                   |
| 20 hp      | 4      | 3770       | 100 x 120          | 24.8                 |                   | 1906–1906          | 4       | 92 in (2337 mm)    | 55 in (1397 mm)   |
| 20 hp      | 4      | 3770       | 100 x 120          | 24.8                 |                   | 1907–1907          | 4       | 117 in (2972 mm)   | 55 in (1397 mm)   |
| 20 hp      | 6      | 3614       | 80 x 120           | 23.8                 |                   | 1910–1910          | 4       | 120 in (3048 mm)   | 55 in (1397 mm)   |
| 20 hp      | 6      | 3614       | 80 x 120           | 23.8                 |                   | 1911–1911          | 4       | 122 in (3099 mm)   | 55 in (1397 mm)   |
| 20 hp      | 6      | 3614       | 80 x 120           | 23.8                 |                   | 1912–1912          | 4       | 123 in (3124 mm)   | 55 in (1397 mm)   |
| 20 hp      | 6      | 3614       | 80 x 120           | 23.8                 |                   | 1913–1913          | 4       | 124 in (3150 mm)   | 55 in (1397 mm)   |
| 20-30 hp   | 4      | 3561       | 90 x 140           | 20.1                 |                   | 1914–1915          | 4       | 127 in (3226 mm)   | 55.5 in (1410 mm) |
| 24 hp      | 4      | 4398       | 100 x 140          | 24.8                 |                   | 1905–1905          | 4       |                    |                   |
| 24 hp      | 4      | 4398       | 100 x 140          | 24.8                 |                   | 1906–1906          | 4       | 110 in (2794 mm)   | 55 in (1397 mm)   |
| 24/30 hp * | 4      | 4398       | 100 x 140          | 24.8                 |                   | 1907–1907          | 4       | 119 in (3023 mm)   | 55 in (1397 mm)   |
| 25 hp      | 4      | 4155       | 105 x 120          | 27.3                 |                   | 1908–1908          | 4       | 117 in (2972 mm)   | 55 in (1397 mm)   |
| 25 hp      | 4      | 4155       | 105 x 120          | 27.3                 |                   | 1909–1909          | 4       | 116 in (2946 mm)   | 55 in (1397 mm)   |
| 25 hp      | 4      | 4447       | 100.5 x 140        | 25                   |                   | 1910–1910          | 4       | 120 in (3048 mm)   | 55 in (1397 mm)   |
| 25 hp      | 4      | 4447       | 100.5 x 140        | 25                   |                   | 1911–1912          | 4       | 118 in (2997 mm)   | 55 in (1397 mm)   |
| 25 hp      | 4      | 4447       | 100.5 x 140        | 25                   |                   | 1913–1913          | 4       | 119 in (3023 mm)   | 55 in (1397 mm)   |
| 25-30 hp   | 4      | 4447       | 100.5 x 140        | 25                   |                   | 1914–1914          | 4       | 127 in (3226 mm)   | 55.5 in (1410 mm) |
| 25-30 hp   | 4      | 4447       | 100.5 x 140        | 25                   |                   | 1915–1915          | 4       | 132 in (3353 mm)   | 55.5 in (1410 mm) |
| 25-40 hp   | 6      | 3614       | 80 x 120           | 23.8                 |                   | 1914–1914          | 4       | 132 in (3353 mm)   | 55.5 in (1410 mm) |
| 25-50 hp   | 6      | 3921       | 80 x 130           | 23.8                 |                   | 1915–1915          | 4       | 139 in (3531 mm)   | 55.5 in (1410 mm) |
| 27 hp      | 4      | 4942       | 110 x 130          | 30                   |                   | 1904–1904          | 4       |                    |                   |
| 35 hp      | 4      | 6333       | 120 x 140          | 35.7                 |                   | 1905–1905          | 4       |                    |                   |
| 35 hp      | 4      | 6333       | 120 x 140          | 35.7                 |                   | 1906–1906          | 4       | 116 in (2946 mm)   | 55 in (1397 mm)   |
| 35 hp      | 4      | 5428       | 120 x 120          | 35.7                 |                   | 1908–1911          | 4       | 118 in (2997 mm)   | 55 in (1397 mm)   |
| 35/45 hp * | 4      | 6333       | 120 x 140          | 35.7                 |                   | 1907–1908          | 4       | 125 in (3175 mm)   | 55 in (1397 mm)   |
| 50/60 hp * | 4      | 8624       | 140 x 140          | 48.6                 |                   | 1907–1908          | 4       | 129 in (3277 mm)   | 57 in (1448 mm)   |

## Venta de la fábrica
En el otoño de 1919 A Darracq and Company (1905) llegó a un acuerdo sobre las condiciones para la compra de todas las acciones de Clément-Talbot a partir del 31 de julio de 1918. Auguste Oddenino, restaurador de Regent Street y hombre de negocios, era por entonces accionista mayoritario de la fábrica de Levallois de Clément Talbot. La empresa de Adolphe Clémente-Bayard no pudo remontar la crisis tras el Armisticio del 11 de noviembre de 1918 que supuso el fin de la Primera Guerra Mundial, y perdió el interés en la fabricación de automóviles. En 1921 vendió sus talleres en Levallois a André Citroën. El Conde de Shrewsbury y Talbot murió en 1921.
En 1920 Darracq de Londres incorporó Sunbeam Motor Car Company a su empresa, que ya había sido rebautizada como S T D Motors. Los accionistas y los comentarios de prensa posteriores no fueron capaces de explicar las ventajas comerciales de la nueva asociación. Cada una de las tres compañías continuó funcionando independientemente. Los productos de S T D fueron fabricados respectivamente en Wolverhampton, Londres y París. El comentarista Anthony Blight opina que Louis Coatalen dedicó sus esfuerzos a tiempo completo en S T D por la posibilidad de disponer de coches de carreras de tres marcas distintas y de dos nacionalidades diferentes. No hacía mucho tiempo que se había retirado de su puesto de ingeniero jefe en Sunbeam, cuando fue nombrado asesor de diseño en París, en su Francia natal.

## Automóviles Talbot Suresnes
El proceso de eliminar el nombre de Darracq en los productos de París comenzó a principios de 1919, cuando los nuevos coches se comercializaron con la marca Talbot-Darracq. En 1920 el nombre Darracq desapareció por completo de Talbot-Darracq. Owen Clegg en Suresnes, París, diseñaría los nuevos automóviles para las factorías de Suresnes y de Kensington.
Louis Coatalen, que había permanecido en S T D (dentro de S T D Motors) como ingeniero jefe, canceló los nuevos diseños de Clegg. El interés principal de Coatalen fueron los nuevos coches de carreras de Sunbeam y, por supuesto, toda una nueva gama de productos para Wolverhampton y París. Kensington tendría que construir un coche pequeño para el mercado de utilitarios. El nuevo utilitario de Talbot sería diseñado en París por el recién formado equipo de Coatalen.

## Continuidad de Clément-Talbot London
Inicialmente, la fábrica Kensington mantuvo a sus empleados ocupados con la conversión de ambulancias procedentes de la guerra en turismos Talbot. Cuando esta actividad se agotó, tuvieron que volver a sus modelos anteriores, que eran coches de lujo y casi imposible de vender en el depauperado mercado afectado por la nueva crisis económica de mediados de la década de 1920. Se les encomendó la construcción de dos nuevos motores S T D de 8 cilindros en línea y 3 litros de cilindrada para coches de carreras, y de una versión de 1½ litros, todos con radiador Talbot.

### Diseños de postguerra
El diseño 8-18 de París era un pequeño coche utilitario, rápido y "chic", pero que solo fue comprado por médicos rurales y viajantes de comercio. El ágil motor de 970 cc funcionaba muy suavemente. Sin embargo, la falta de neumáticos nuevos provocaba que estallasen con frecuencia, provocando la rotura de los soportes de la suspensión, dejando a sus humillados conductores tirados en cualquier esquina. También era un 50% más caro que los otros utilitarios. Un Talbot fabricado en Barlby Road fue comercializado por Acton (W & G Du Cros) con un radiador de diferentes formas ensamblado localmente en Suresnes como un Darracq.
Se lanzó un Roesch 10-23 mejorado, con un motor 8-18 de bloque mecanizado, 1074 cc de cilindrada, un diferencial perfeccionado, muelles de suspensión adecuadamente dispuestos en la parte posterior, una distancia entre ejes más larga y un chasis más fuerte. Unos 130 kg más pesado, era más lento, pero era capaz de alojar cuatro pasajeros. Fue un éxito comercial.
El Talbot 12-30 fue el primero de seis cilindros, con un motor 8-18 dotado de dos cilindros más, y una cilindrada de 1454 cc. El peso y el precio aumentaron hasta un 75%, mientras que la potencia solo creció un 50%. Este problema fue paliado en parte por una magnífica caja de cambios y por unos mandos ligeros y precisos. Al año siguiente, se adoptó un motor con cilindros de mayor diámetro, aumentando su cilindrada a 1612 cc. Ni muy popular ni exitoso, solo es recordado por ser el primer seis cilindros de Talbot.

### Coches construidos por Clément-Talbot London (1919–1938)

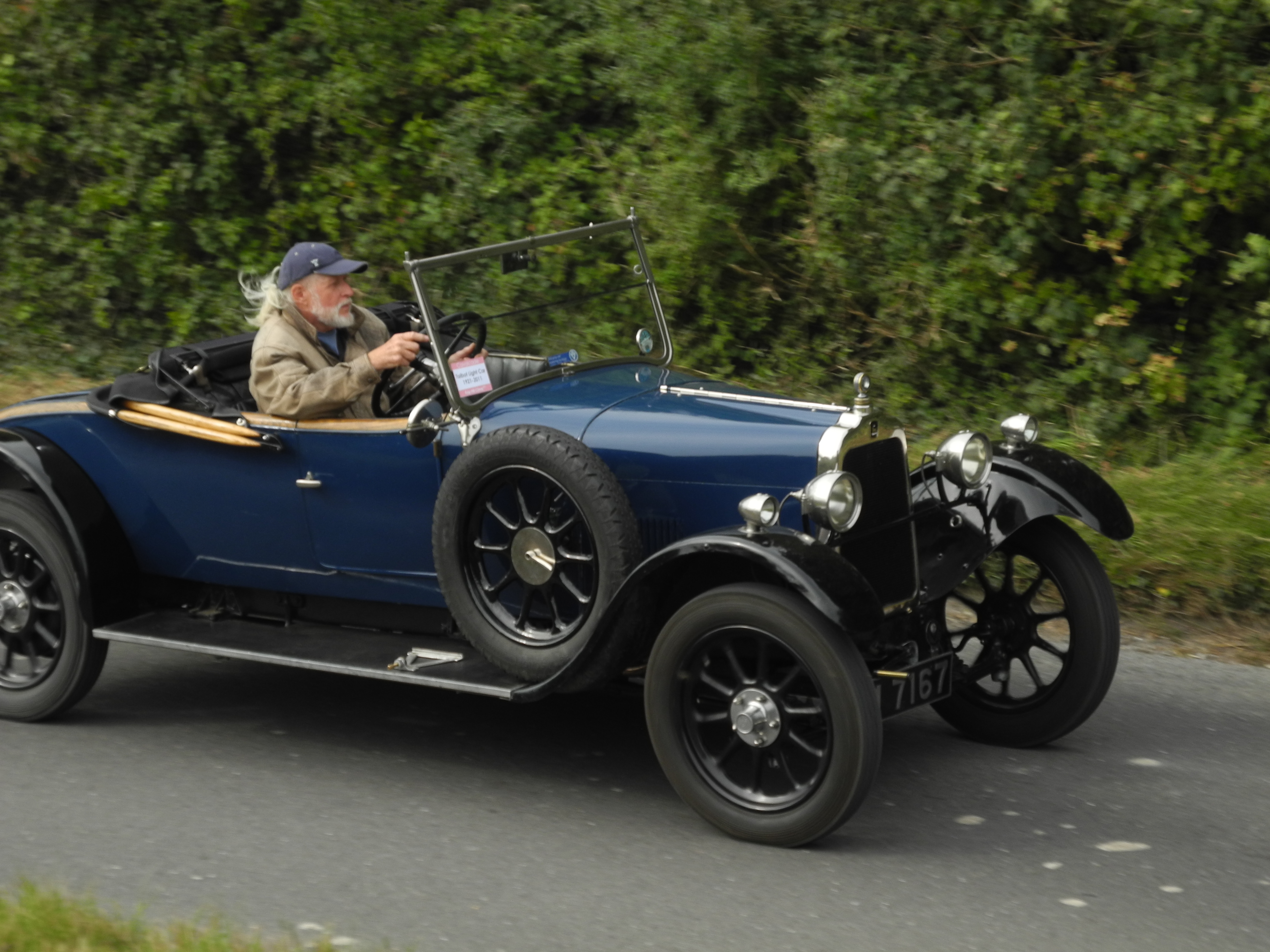
10-23 9 hp descubierto de dos asientos, 1074 cc, registrado por primera vez en diciembre de 1926

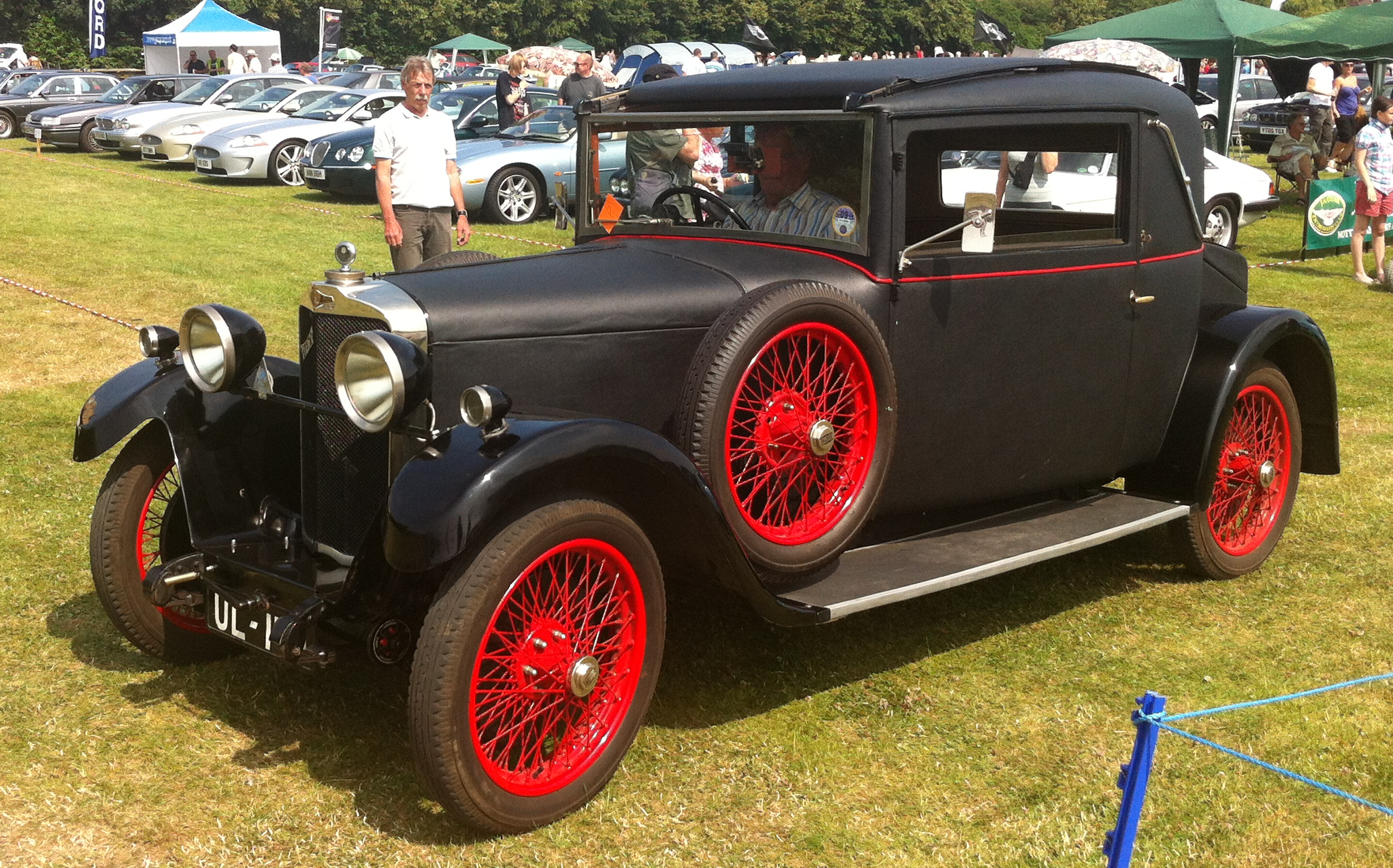
14-45 coupé de 1929, fabricado en Londres

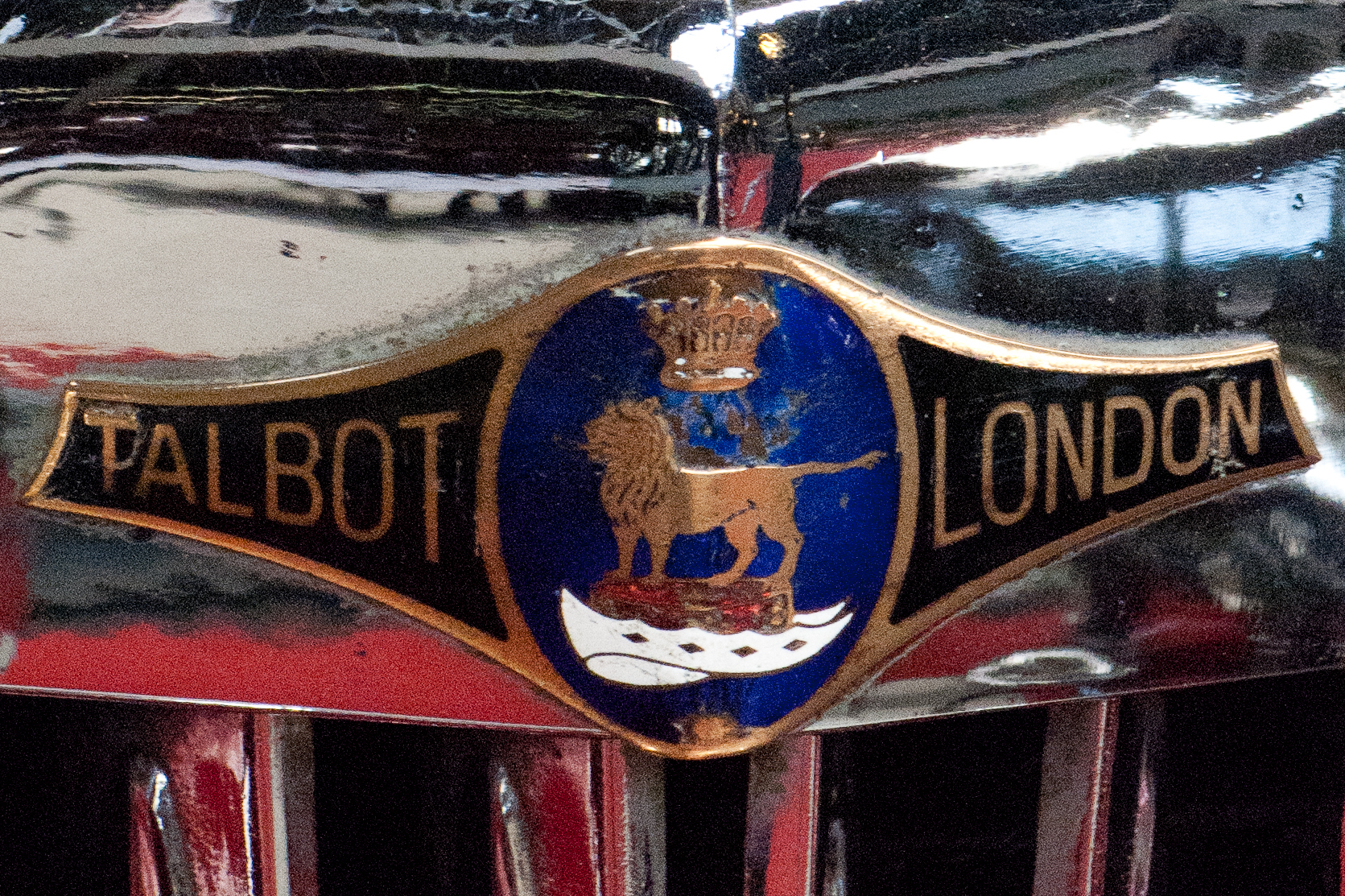
Emblema de un Talbot London

| Nombre  | Cilindros | Cilindrada | Diámetro y carrera | Potencia Fiscal | Potencia al freno | Años en producción  |
| ------- | --------- | ---------- | ------------------ | --------------- | ----------------- | ------------------- |
| 16      | 4         | 2614       | 80 x 130           | 15.9            | —                 | 1914–1915 1921–1921 |
| 36      | 6         | 3922       | 80 x 130           | 23.8            | 50                | 1915 1921–1921      |
| 14      | 4         | 1955       | 72 x 120           | 12.9            | —                 | 1921–1921           |
| 8-18    | 4         | 970        | 57 x 95            | 8               | 20                | 1922–1926           |
| 10-23   | 4         | 1074       | 60 x 95            | 8.9             | 23                | 1923–1926           |
| 12-30   | 6         | 1454       | 57 x 95            | 12              | —                 | 1922–1924           |
| 12-30   | 6         | 1612       | 60 x 95            | 13.4            | 30                | 1924–1924           |
| 16-50   | 6         | 2540       | 70 x 110           | 18.2            | —                 | 1924–1924           |
| 18-55   | 6         | 2540       | 70 x 110           | 18.2            | —                 | 1925–1925           |
| 14-45   | 6         | 1666       | 61 x 95            | 13.8            | 46                | 1926–1935           |
| 20-60   | 6         | 2916       | 75 x 110           | 20.9            | —                 | 1926–1928           |
| 18-70   | 6         | 2276       | 69.5 x 100         | 18              | 60                | 1930–1930           |
| 90      | 6         | 2276       | 69.5 x 100         | 18              | 93                | 1930–1937           |
| 75      | 6         | 2276       | 69.5 x 100         | 18              | 70                | 1931–1937           |
| 105     | 6         | 2969       | 75 x 112           | 20.9            | 100               | 1931–1937           |
| 65      | 6         | 1666       | 61 x 95            | 13.8            | 46                | 1932–1935           |
| 95      | 6         | 2969       | 75 x 112           | 20.9            | 95                | 1933–1936           |
| 110     | 6         | 3378       | 80 x 112           | 23.8            | 123               | 1935–1937           |
| Eight   | 8         | 4504       | 80 x 112           | 31.7            | 150               | 1936–1936           |
| 10      | 4         | 1185       | 63 x 95            | 9.8             | 41                | 1936–1939           |
| 3-litre | 6         | 3181       | 75 x 120           | 20.9            | 78                | 1937–1938           |

### Algunos de los últimos Talbot auténticos
|  |  |  |

|  |  |  |